# Karen Araya
Karen Andrea Araya Ponce (Puente Alto, Chile, 16 de octubre de 1990) es una futbolista chilena. Juega de mediocampista y actualmente es parte del plantel del F. C. Nantes de la Première Ligue.   Además, forma parte de la selección chilena.

## Trayectoria
Comenzó su carrera a los 15 años en el club Mirador de Puente Alto.  Posteriormente jugó para la selección de la misma comuna, donde captó la atención de la selección chilena de cara al Campeonato Sudamericano Sub-20 de 2006, sin embargo, quedó fuera de la convocatoria a último momento. 
Su siguiente club fue Unión La Calera en el año 2007, equipo con el realizó una destacada campaña el año 2008, en el primer torneo nacional organizado por la Asociación Nacional de Fútbol Profesional (ANFP), marcando 34 goles en 26 partidos. 
En 2010 pasó a Colo-Colo, club con el que ganó cinco títulos nacionales y la Copa Libertadores Femenina el 2012.  Ese mismo año fue escogida por el Círculo de Periodistas Deportivos de Chile como la Mejor Deportista del Fútbol Femenino del país. 
Posteriormente, en 2013 se marchó a las filas de Santiago Morning, permaneciendo allí hasta 2016. En 2017 regresó a Colo-Colo, ganando un nuevo título nacional y fue reconocida nuevamente, esta vez por la ANFP, como la Mejor Deportista del Fútbol femenino tras una votación de la Asociación de Jugadoras de Fútbol Femenino (ANJUFF).
Después de un breve paso por el Grêmio Osasco Audax de Brasil, en agosto del 2018 fue contratada por el Sevilla de la Primera División Femenina de España. En 2019 regresó a Santiago Morning, club con el que ganó los campeonatos nacionales de 2019 y 2020.  
En 2022 vuelve a Sevilla, club donde permaneció hasta junio de ese año.  Luego de ese paso, firmó por el Madrid CFF, equipo que dejó en 2025 tras tres temporadas. 
El 11 de agosto de 2025 se convierte en nuevo refuerzo del F. C. Nantes de la liga francesa. 

## Selección nacional
A nivel formativo, participó junto a la selección sub-20 en el Campeonato Sudamericano de 2008, donde Chile participó con la clasificación ya asegurada debido a ser sede del Mundial Sub-20 de ese año, evento que Araya también disputó.  
Debutó en la selección chilena adulta a los 16 años, el 10 de noviembre de 2006 en la derrota ante Ecuador por 2-1.   Suma más de 100 partidos como seleccionada.  
Karen Araya ha sido parte en seis ocasiones de la nómina de la selección en la Copa América Femenina (2006, 2010, 2014, 2018, 2022 y 2025), además de jugar la Copa Mundial Femenina de 2019 y los Juegos Olímpicos de Tokio 2020.   También fue parte de la delegación chilena que obtuvo medalla de plata en los Juegos Panamericanos de 2023. 

### Partidos internacionales
| Selección chilena | Selección chilena | Selección chilena |
| Año               | Partidos          | Goles             |
| ----------------- | ----------------- | ----------------- |
| 2006              | 2                 | 0                 |
| 2009              | 6                 | 0                 |
| 2010              | 9                 | 2                 |
| 2011              | 5                 | 0                 |
| 2014              | 4                 | 0                 |
| 2017              | 5                 | 0                 |
| 2018              | 16                | 1                 |
| 2019              | 12                | 2                 |
| 2020              | 3                 | 4                 |
| 2021              | 12                | 3                 |
| 2022              | 14                | 1                 |
| 2023              | 9                 | 4                 |
| 2024              | 2                 | 2                 |
| 2025              | 4                 | 0                 |
| Total             | 103               | 19                |

## Estadísticas

### Clubes
| Club                | País    | Año       |
| ------------------- | ------- | --------- |
| Unión La Calera     | Chile   | 2007-2009 |
| Colo-Colo           | Chile   | 2010-2012 |
| Santiago Morning    | Chile   | 2013-2016 |
| Colo-Colo           | Chile   | 2017      |
| Grêmio Osasco Audax | Brasil  | 2018      |
| Sevilla FC          | España  | 2018-2019 |
| Santiago Morning    | Chile   | 2019-2021 |
| Sevilla FC          | España  | 2022      |
| Madrid CFF          | España  | 2022-2025 |
| F. C. Nantes        | Francia | 2025-     |

## Palmarés

### Títulos nacionales
| Título                 | Club             | País  | Año    |
| ---------------------- | ---------------- | ----- | ------ |
| Campeonato Nacional    | Colo-Colo        | Chile | 2010   |
| Campeonato de Apertura | Colo-Colo        | Chile | 2011-A |
| Campeonato de Clausura | Colo-Colo        | Chile | 2011-C |
| Campeonato de Apertura | Colo-Colo        | Chile | 2012-A |
| Campeonato de Clausura | Colo-Colo        | Chile | 2012-C |
| Campeonato de Apertura | Colo-Colo        | Chile | 2017-A |
| Campeonato Nacional    | Santiago Morning | Chile | 2019   |
| Torneo de Transición   | Santiago Morning | Chile | 2020   |

### Títulos internacionales
| Título                     | Club      | País  | Año  |
| -------------------------- | --------- | ----- | ---- |
| Copa Libertadores Femenina | Colo-Colo | Chile | 2012 |

### Distinciones individuales y reconocimientos
| Año  | País  | Distinción                                                 | Detalle              |
| ---- | ----- | ---------------------------------------------------------- | -------------------- |
| 2012 | Chile | Mejor Deportista del Fútbol Femenino                       | Entregado por el CPD |
| 2017 | Chile | Mejor Futbolista Femenina Adulta                           | Entregado por ANFP   |
| 2021 | Chile | Máxima goleadora de la Primera División de Fútbol Femenino | Anotó 23 goles       |